# Teresa Ruiz Rosas
María Teresa Ruiz Rosas (Arequipa, 1956) es una escritora, traductora literaria y docente universitaria peruana.

## Biografía
Hija del poeta José Ruiz Rosas y de la actriz Teresa Cateriano, Teresa estudió alemán e inglés en el Colegio Max Uhle de Arequipa (1961-1972). lengua y literatura francesas en la Alliance Française y ruso en la Asociación Cultural Peruano-Soviética. En 1973 ingresó a la la Facultad de Literatura y Lenguas de la Universidad Nacional de San Agustín.
Partió becada a Hungría en 1975 a estudiar Filologías Húngara y Alemana en la Universidad Eötvös Loránd de Budapest. En 1979 hizo prácticas de interpretación simultánea en la Organización Internacional del Trabajo, en Ginebra y entre 1980 y 1984 estudió Filología Hispánica y Traducción en la Universidad Autónoma de Barcelona.
Dirigió en su ciudad natal, entre 1985 y 1987, el Instituto Cultural Peruano-Alemán y planificó el Centro de Idiomas de su alma máter.
Regresó a Europa en 1988 para seguir estudios de posgrado en Germanística y Filología Hispánica en la Universidad Albert Ludwig de Friburgo de Brisgovia. A partir de 1990 tiene un cargo docente en la misma universidad y es lectora de español hasta 1996. Colabora con la redacción para América Latina de La Voz de Alemania. 
Se muda en 1998 a Colonia, donde reside y donde, desde 2001 es docente de la Universidad Albert Magnus; ha dado clases asimismo en la Universidad Popular de la ciudad y el Gymnasium Kreuzgasse. 
En la televisión alemana, Deutsche Welle, y Transtel, tiene a su cargo la adaptación lingüística y edición de documentales, series de ficción, entrevistas y noticieros. Ha sido becaria del Colegio Europeo de Traducción Literaria de Straelen en varias ocasiones.
Estuvo casada con el lingüista y antropólogo Andrés Chirinos Rivera entre 1980 y 1988; Tiene dos hijos: el cineasta José Enrique Chirinos y la artista plástica Livia Ruiz Rosas.

## La escritora
Debutó en la literatura con un libro de cuentos, El desván (1989), y su primera novela, El copista, (1994) fue finalista del Premio Herralde.
Su cuento Detrás de la calle de Toledo obtuvo el Premio Juan Rulfo 1999. Posteriormente, publicó La mujer cambiada. Nada que declarar, el libro de Diana y Estación delirio, su más reciente novela, Premio Nacional de Literatura 2020 - Ministerio de Cultura del Perú.
Sus obras han sido traducidas a varios idiomas.

## Obras

### Ficciones
- El desván, cuentos, La Campana Catalina, Arequipa, 1989 (Gallucci, Zúrich, 1990).
- El copista, novela, Anagrama, Barcelona, 1994 (CAMM Editores, Bogotá, 2014; Surnumérica, Cayma, 2018).
- Detrás de la calle Toledo, audiolibro, La sola palabra Audioediciones, Colonia, 2003 (nueva grabación: Tucapel estudio, 2011, Colonia). El relato del mismo nombre fue publicado en edición trilingüe (traducción al alemán de Astrid Böhringer, al inglés de Psiche Hughes), Antares Artes & Letras, Lima, 2004.
- Das Porträt hat Dich geblendet, 11 cuentos, edición bilingüe; Bibliothek der zugewanderten Autoren, Free Pen Verlag, Bonn, 2005.
- La falaz posteridad, novela; Ed. San Marcos, Colección Diamantes y Pedernales, Lima, 2007.
- Wer fragt schon nach ‘Kuhle Wampe’ / Von der Liebe und anderen Gemeinheiten, novela, Ralf Liebe Verlag, Weilerswist, 2008.
- La mujer cambiada, novela; Ed. San Marcos, Colección Dianmantes y pedernales, Lima, 2008; traducida al alemán por José Enrique Chirinos como Die verwandelte Frau; Ralf Liebe Verlag, Weilerswist, 2009. Edición de club, Frankfurt, 2009, „Der andere Literaturklub“ de Lit-prom.
- Nada que declarar, novela, Tribal Narrativa, Lima, 2013 (publicado en España con el título Nada que declarar. El libro de Diana; Turpial, Letras, Madrid, 2015).
- El color de los hechos, cuentos (antología 1985-2016); Biblioteca Abraham Valdelomar, Lima, 2017
- Estación Delirio, novela, Editorial Random House, Lima, 2020

### De carácter teórico, monográfico y ensayístico
- Brecht y las mujeres. En: lateral.revista de cultura, Año II, Nº 8, Barcelona, 1995.
- Der Vermittler der Realitäten: ‚Ein Jahr mit Thomas Bernhard. Das versiegelte Tagebuch 1972’ von Karl Ignaz Hennetmair. En: Das Tagebuch im 20. Jahrhundert – Erich Mühsam und andere. Erich Mühsam Gesellschaft, Lübeck, 2003, pp. 84 – 92.
- Travesía en el corazón de la frondosa Selva Negra. En: Viajes National Geographic, Nº 88, Barcelona, 2007, pp. 58 – 71.
- Alpes de Karwendel. En: Viajes National Geographic, Nº 89, Barcelona, 2007, pp. 13 – 16.
- Cita cultural en Basilea. En: Viajes National Geographic, Nº 95, Barcelona, 2008, pp. 22 – 24.
- Passau, la joya bávara. En: Viajes National Geographic, Nº 101, Barcelona, 2008, pp. 15 – 18.
- Perú (Fotografías y ensayos, con Klaus Zinser, edición trilingüe, Kerber Verlag, Bielefeld, 2010.
- Alfred Döblin – oder: Berlin Alexanderplatz. En: Gehen und doch bleiben, Hg. von Gabrielle Alioth et.al., Synchron, Heidelberg, 2014, pp. 89 – 94.

### En antologías
- Dios te salve, (cuento), en Cuentan las mujeres, Instituto Goethe, Lima, 1986.
- Hinter der Calle Toledo, en: Eine Blume auf dem Platz des schönen Todes, Erzählungen aus dem peruanischen Alltag, Ed.: Luis Fayad y Kurt Scharf, Haus der Kulturen der Welt y Edition diá, Berlín, 1994.
- Szorke Dalur, verwirrter Schriftsteller y Generalprobe (cuentos traducidos por Alicia Padrós), en: Zwischen den Zeiten, zwischen den Welten, Ein Almanach 1995, Ed.: Ewa Boura e Inge Gellert, Literaturforum im Brecht-Haus y Argon Verlag, Berlin, 1995.
- Es gibt Umarmungen, Liebster, und Umarmungen (cuento traducido por Regina Keil) en: Mohnblumen auf schwarzem Filz, Autorinnen aus vier Kontinenten, Eine Anthologie der Initiative LiBeraturpreis, Ed.: Regina Keil y Thomas Brückner, Unionsverlag, Zúrich, 1998.
- Dios te salve, en Cuentas, Narradoras peruanas del siglo XX, Ed.: Giovanna Minardi, Ediciones Flora Tristán, Santo Oficio, Lima, 2000.
- Jasmin (cuento traducido por Alicia Padrós), en: Wegziehen Ankommen, Ed. Anne Jussen, Horlemann Verlag, Unkel, 2002.
- Gegrüßet seiest du (cuento traducido por Alicia Padrós), en: Nationalität: Schriftsteller, Zugewanderte Autoren in Nordrhein-Westfalen, Ed.: Eva Weissweiler u.a., Free Pen, Bonn, 2002.
- Santa Catalina (cuento traducido por Psiche Hughes), en: Violations, Stories of Love by Latin American Women, Ed.: Psiche Hughes, University of Nebraska Press, Lincoln & London, 2004.
- De frío y en silencio (cuento), en Vivir en otra lengua, Literatura latinoamericana escrita en Europa, Ed.: Esther Andradi, Desde la gente, Buenos Aires, Argentinien, 2007. // 2a. edición, España.
- Bertolt Brecht – Ach, diese trügerische Nachwelt (relato), en Im Schnittpunkt der Zeiten, Autoren schreiben über Autoren, Eine Anthologie des PEN-Zentrums deutschprachiger Autoren im Ausland, Ed.: Gabrielle Alioth y Hans-Christian Oeser, Synchron, Heidelberg, 2012
- Metamorphose einer Frau (relato), en Alles wandelt sich, Echos auf Ovid, Ed.: Gabrielle Alioth et.al., P&L Edition, Basilea, 2016

### Traducciones literarias
- Leopoldo Chariarse, Ufer der Sehnsucht, (poesía, al alemán); GGF, Düsseldorf, 1986.
- Ann Kathrin Scheerer, Siete chinas, (Sieben Chinesinen, Gespräche über Körper, Liebe, Sexualität (ensayo sociológico, del alemán); Klein Verlag, Hamburg, 1993.
- W. G. Sebald, Los emigrados, (Die Ausgewanderten, narrativa, del alemán); Debate, Madrid, 1996; // 2a. ed. Anagrama, Barcelona, 2007.
- Nicholas Shakespeare, Pasos de baile, (The Dancer upstairs, novela, del inglés); Destino, Barcelona, 1999.
- Axel Hacke, Pero si a mí nadie me hace caso, (Auf mich hört ja keiner, sátiras, del alemán); Lumen, Barcelona, 2002.
- Wim Wenders, Imágenes de la superficie de la Tierra (Bilder aus der Oberfläche der Erde, poesía y ensayos sobre fotografía, del alemán), Schirmer Mosel Verlag, München, 2002.
- Soma Morgenstern, En otro tiempo. Años de juventud en Galitzia oriental (In einer anderen Zeit, Jugendjahre in Ostgalizien, memorias, del alemán y glosario), Minúscula, Barcelona, 2005.
- Momme Brodersen, La araña en su tela. Vida y obra de Walter Benjamin (biografía, del alemán), Taurus, Madrid (publicación pendiente).
- Botho Strauss, La noche con Alice, cuando Julia merodeaba por la casa (Die Nacht mit Alice, als Julia ums Haus schlich, (narrativa, del alemán); Galaxia Gutenberg, Círculo de Lectores, Barcelona, 2005.
- Fred Wander, El séptimo pozo (Der siebente Brunnen, (novela, del alemán); Galaxia Gutenberg, Círculo de Lectores, Barcelona, 2007.
- Leopoldo Chariarse / José Ruiz Rosas, Sonetos und andere Gedichte (poesía al alemán, en equipo), Archiv für übersetzte Literatur aus Lateinamerika und der Karibik, Colonia, 2007.
- José Ruiz Rosas, Der Wind, den dein Staunen trägt (poesía, al alemán, en equipo), Landpresse beim Ralf-Liebe-Verlag, Weilerswist, 2009.
- Milán Füst, La historia de mi mujer (novela, del húngaro); Galaxia Gutenberg, Círculo de Lectores, Barcelona, Juni 2009.
- Franz Werfel, El secreto de un hombre (dos relatos, del alemán); Ediciones Igitur, Tarragona, 2009.
- Roger Manderscheidt, Gente de madera (Roman aus dem Luxemburgischen ins Spanische), Ediciones Igitur, Tarragona, 2013.
- Rose Ausländer, Poesía, (poesía, del alemán, con José Ruiz Rosas), Ed. Igitur, Tarragona, 2014.
- Juliane Koepcke, Cuando caí del cielo (testimonio, del alemán); Universidad San Martín de Porres, Lima, 2014.
- Marco Thomas Bosshard, Churata y la vanguardia andina (ensayo, del alemán). Celap Antonio Cornejo Polar, Lima, 2014.

## Premios y reconocimientos
- 1974 Premio de Poesía Enrique Huaco, Asociación Nacional de Escritores y Artistas (Arequipa)
- 1978 Premio de Fomento a la Traducción Literaria del Egyetemi Kollegium Budaörsi út, (Budapest)
- 1989 Premio de la Fundación Alfonso Bouroncle Carreón, por el libro de cuentos El desván (Lima)
- 1994 Finalista del Premio Herralde de novela con El copista (Editorial Anagrama, (Barcelona)
- 1996 Finalista del Premio Tigre Juan para primeras novelas con El copista (Oviedo)
- 1999 Premio Juan Rulfo]] por el cuento «Detrás de la calle Toledo» (Radio France Internationale y Instituto Cervantes de París)
- 2003 Beca de Autor de la Kunststiftung NRW, Düsseldorf
- 2009 Nominación al Premio Ciudad de Siegburg, para la novela Wer fragt schon nach Kuhle Wampe
- 2012 Mención Honrosa de la III Bienal Internacional de Novela Copé 2011, a la novela Nada que declarar
- 2020 Premio Nacional de Literatura, Ministerio de Cultura del Perú, por la novela Estación Delirio